# Trilogie du Gardien

La Trilogie du gardien (titre original : The Caretaker Trilogy) est une série de romans américains écrits par David Klass. La série est constituée de :
- [Mu]. Le feu sacré de la Terre (2007) ;
- [Zéta]. Le souffle du ciel (2008) ;
- [Phi]. La clé du temps (2009).

Les trois tomes sont parus chez Intervista dans la collection 15-20. Gerd Leipold, directeur de Greenpeace, a écrit concernant le 1er tome : "Voilà un livre qui devrait figurer au programme de tout enseignement soucieux d'environnement."

## [Mu]
[Mu]. Le feu sacré de la Terre : "Le mort est sur mes talons, je me sens constamment épié, traqué, pisté, par un ennemi invisible et inconnu, par une armée des ombres sans visages et sans noms. Faire confiance à personne..."

## [Zéta]
[Zéta]. Le souffle du ciel : "Pee Jay, la fiancée de Jack, a été enlevée par l'Armée des Ombres. En compagnie du fidèle Gisco,le chien télépathe à l'humour toujours aussi acide, il part à sa recherche... à bord d'une montgolfière, et s'échoue en pleine forêt amazonienne. Là, il est capturé par le Roi noir, venu du futur pour détruire les forêts primaires, mais aussi pour se venger de Jack qui a tué son fils unique, Dargon. C'est lui qui détient Pee Jay. Avec l'aide des indigènes et des animaux de la forêt, Jack et ses amis parviendront-ils à faire échouer les projets criminels du Roi noir ?"

## [Phi]
[Phi]. La clé du temps : "Après avoir combattu victorieusement le Roi noir qui voulait anéantir toute vie des océans et détruire la forêt amazonienne. Jack Danielson pensait enfin pouvoir mener une vie paisible. Erreur... A nouveau, Jack est entraîné dans un tourbillon d'aventures qui le feront rencontrer ses vrais parents dans ce désert brûlant et stérile qu'est devenue notre planète dans mille ans, puis le projetteront dans les glaces de l'Arctique actuel, pour la confrontation ultime avec le Roi noir. Au-delà de cette lutte impitoyable dont l'enjeu est la survie de la Terre, Jack devra décider qui il est vraiment et choisir entre les deux femmes qui l'aiment".